# Annie Seel
Annie Maria Catharina Seel, född 5 september 1968 i Täby, är en svensk motorcykel- och rallyförare. 
Annie Seel har tävlat i flera discipliner, som roadracing, motocross, enduro och rally Hon är mest känd från långlopp som Dakarrallyt. Hon är även känd som "The Rally Princess". Privat arbetar Seel som marknadsekonom och designer.

## Biografi
Annie Seel är en av världens mest meriterade motorkvinnor som tävlar både med MC och bil. Under karriären kan hon räkna in fem genomförda Dakarrallyn av fem starter med MC. Hon körde sitt första Dakarrally med mc 2002, där hon vann 400-kubiksklassen och kom 54:a totalt med bruten högerhand och en allvarlig muskelblödning i låret. 2010 vann hon damklassen i Dakarrallyt och kom på 45:e plats totalt med avslitet ledband i höger tumme. Hon blev 2004 första svenska kvinna att ta ett VM-guld på MC, Rally Raid Women’s Cup 450. 
På grund av skador började Annie Seel tävla i bil och debuterade 2011 som rallyförare. Hon har kört både Svenska Rallyt Historic och Midnattssolsrallyt, vilket är Sveriges största rally för klassiska rallybilar. Annie har vunnit Midnattssolsrallyts 1300-kubiksklass 2012 och 2013, samt vunnit damklassen 2011, 2012, 2013 och 2014. 2003 satte Annie Seel det kvinnliga världsrekorded med MC på Mount Everest, 5305 m ö.h. Annie är även den enda kvinnan i världen som med MC har kört alla de stora offroadtävlingarna på världens alla kontinenter. 2010 tävlade Seel i eldriven roadracing och är försteförare i Morris Motorcycles Racing Team 2010 som tävlade i TTXGP. 2015 deltar Annie Seel i Dakarrallyt med bil som förare

## Titlar och meriter i urval
- Winner Lady Trophy Dakar 2010
- 45:a totalt Dakar 2010
- 7:a i Round One TTXGP UK, Snetterton - första omgången i världens första vm-serie för elroadracing
- Champion Womens Cup450, 2004
- Årets Äventyrare dam, 2005
- 54:a Dakarrallyt, 2002
- Första IRONWOMAN i USA, 2004
- Kvinnligt världsrekord med MC på Everest, 5305 m, 2003
- Rankad 76:a i Expressens lista “årets idrottsstjärnor 2002”
- Motiv på Årets sportbild Sverige & Europa, 2001

## Karriär motorcykel
- 1984: Första MC
- 1988: Roadracing debut - tävlar i debutantklass 350cc
- 1989: Första segern i Roadracing B-klass 250cc
- 1990: 8:a Roadracing SM 125cc - enda tjejen i SM, rankad 5:a bland svenska förare
- 1990: 8:e plats deltävling i Nordiskt Mästerskap Roadracing 125cc
- 1995: 6:a Internationell 4-dagars Enduro Västerås - klass MC över 175 kg
- 1996: 6:a Enduroklassikern för damer: Stångebro, Ränneslätt, Gotland Grand National
- 1997: 5:a Enduro Riksmästerskap för damer
- 1997: 1:a CannonBike Race i Estland - 1.000 km på en dag med en 125:a
- 2000: 6:a i deltävling Roadracing SM Sidvagn - debut som inhoppande burkslav
- 2000: 4:a Internationell 4-dagars Enduro Motala - damklass
- 2000: 8:a Motocross Riksmästerskap för damer, Avesta
- 2000: 49:a World Cup Rally Dubai – Premiär ökenrally, tävlade med bruten fotled sista etappen
- 2001: 39:a World Cup Rally Tunisia - tävlade med bruten handled sista etappen
- 2002: 54:a Dakar Rally, 1:a 400cc Production, 3:a damklass – körde med bruten hand och muskelblödning i låret
- 2002: 8:a Baja1000 Rally Mexiko - Första svenska kvinna någonsin i elitklassen
- 2003: Första och högsta kvinna med mc Mt Everest nordsida, kvinnligt höjdrekord 5305 m ö.h.
- 2004: 8:a Baja500 Rally Mexiko
- 2004: 5:a Vegas to Reno, USA – Världens första kvinna någonsin att köra IRONMAN-klassen
- 2004: 18:e World Cup Rallye d'Orient Turkiet, 2:a damklass
- 2004: 22:a World Cup Rally Dubai, 1:a damklass
- 2004: VM-guld, World Rally Champion Womens Cup 450 = Sveriges första världsmästarinna på mc
- 2005: 22:a World Cup Rally Patagonia-Atacama, Chile-Argentina, 1:a damklass
- 2005: 21:a World Cup Rally ORPI Marocko, 1:a damklass
- 2006: 8:a Super Moto Rookie, premiär inom Supermotard racing
- 2007: 94:a Dakar Rally, motorproblem, bästa sträckplacering 17:e, 3:a dam
- 2008: 24:a Central Europe Rally (ersättningsrally för inställda Dakar 2008), 1:a damklass
- 2008: 12:a Farao Rallyt VM, bästa sträckplacering 6:a, 3:a Super Production, 1:a damklass
- 2009: 76:a Dakar Rallyt (bruten näsa +skadad axel), 2:a damklass
- 2009: 16:e Australasian Safari Rally, 1:a damklass (körde med träpinne i högerbenet)
- 2010: 45:a Dakar Rally, 1:a damklass (körde med avslitet ledband höger tumme)
- 2010: NM-Silver, Nordiskt Mästerskap Enduro damklass
- 2010: 6:a TTXGP UK, elmotorcykelroadracing
- 2010: 15:e Australasian Safari Rally, 1:a damklass
- 2011: 83:a Dakar Rally, akut magsjuk 40 graders feber, tre motorhaverier, 4:a damklass
- 2011: 14:e Australasian Safari Rally, 1:a damklass, Best International Rider

## Karriär bil
- 2007: VW Polo Cup Racing, Nurburgring, Tyskland
- 2011: Midnattssolsrallyt, vinnare damklass fullfart
- 2011: Tropheo Abarth, 10:e och 13:e  plats i deltävling på Anderstorp Raceway
- 2012: Midnattssolsrallyt, vinnare damklass fullfart , 1:a 1300 cc
- 2012: Mellansvenska Långloppsserien, MSLS 8-timmars race
- 2012: GORM 24-hour German OffRoad Masters, Tyskland
- 2013: Rally Sweden Historic, 22:a
- 2013: Midnattssolsrallyt, vinnare damklass fullfart, 1:a 1300 cc
- 2013: Merzouga Rally, Marocko (co-pilot åt Garry Gonnell AUS), 1:a Rallyklass, 4:a tot
- 2014: Dakar Rally, Argentina-Chile-Bolivia (co-pilot) – DNF
- 2014: Midnattssolsrallyt, vinnare damklass fullfart

## Skadelista
- 1972: Fraktur vänster arm, hopp från gunga
- 1976: Fraktur vänster nyckelben, iskana
- 1977: Fraktur armbåge, klätterställning
- 1988: Fraktur vänster fotled (spikad) och 2 kotkompressioner, roadracingtävling mc
- 1990: Fraktur höger nyckelben med felställning samt muskelskada skuldra, roadracingtävling mc
- 1991: Ryggskada kompression ländryggen, ett ben tillfälligt paralyserat, vattenrutschkana
- 1991: Fraktur höger nyckelben igen, roadracingtävling mc
- 1994: Fraktur vadben, slalom
- 1995: Fraktur handled, snowboard
- 1997: Fraktur vänster tumme, endurotävling
- 2000: Fraktur vänster fotled, World Cup Rally Dubai
- 2001: Farktur höger handled, World Cup Optic Rally Tunisien
- 2001: Fraktur två mellanfotsben höger fot, endurotävling
- 2001: Korsbandsruptur vänster knä, träning motorcykel
- 2001: Hjärnskakning (medvetslös) och skadad axel & nacke, träning motocross
- 2002: Fraktur höger mellanhandsben samt 1 liter lårkaka, sträcka 4 i Dakar Rallyt.
- 2004: TV-inspelning ”Megadrom” – ruptur korsband & menisk höger knä = operation
- 2005: Spricka led i vänsterhand, World Cup Paragonia-Atacama Rally
- 2005: MTB-cykel - Svåra ansiktsskador vid cykelträning, operation 40 stygn i ansiktet
- 2006: Diskbråck ländrygg 3 kotor, på grund av div gamla skador
- 2008: Axelskada, delvis ruptur ledband, World Cup Pharaoh Rally Egypten
- 2009: Bruten näsa + axelskada ledband, Dakarrallyt
- 2009: Pinne genom smalbenet, Australasian Safari Rally
- 2010: Avslitet ledband höger tumme, sträcka 3 Dakarrallyt (rekonstruktion ledband, operation feb 2010)
- 2012: Höger axel ur led, avslitna ledband+supraspinatusmuskeln, MX-tävling (axelrekonstruktion, operation aug 2013)